# Tom Chatto
Thomas Chatto (1 de septiembre de 1920 – 8 de agosto de 1982) fue un actor británico. Hizo 28 apariciones entre 1957 y su muerte. Chatto apareció en películas como Oscar Wilde (1960) en el que hizo del Mayordomo de Arraigns. Tuvo un papel recurrente en el episodio piloto de 1969 de Randall and Hopkirk (Deceased), "My Late Lamented Friend and Partner".

## Primeros años y carrera
Nacido Thomas Chatto St George Sproule, Chatto fue conocido por la película de 1969 de Guy Hamilton, La batalla de Inglatetta. Según un broche de souvenir de London Palladium de la producción de 1970 de Aladdín, se capacitó en la Royal Academy of Dramatic Art. Durante la Segunda Guerra Mundial fue parte del Ejército del Raj británico. También es bisnieto del fundador de Chatto y Windus, los conocidos publicadores editoriales. Tras la guerra mantuvo el interés familiar en los libros y se volvió director de la editorial, Pickering y Chatto. Entre su trabajo en el teatro destaca Fings ain't Wot they used to be, My Fair Lady, Number 10, The young visitors, Hushabye, y The man who power over women. Ha aparecido en televisión en Honey Lane, The Expert, h Happy ever after. En 1969 apareció junto a Tommy Steele y Mary Hopkins en Dick Whittington y en 1970 hizo del Emperador de China en Aladdín junto a Cilla Black, Alfred Marks y Leslie Crowther, y junto a Alec Guinness en la obra de teatro Time out of Mind.

## Matrimonio
Chatto se casó con Rosalind Joan Thompson, quien se convirtió en una exitosa cazatalentos bajo el nombre de Ros Chatto (murió el 5 de junio de 2012); la pareja tuvo dos hijos: James y Daniel.

## Filmografía parcial
- The Girl in the Picture (1957) - George Keefe
- Quatermass 2 (1957) - Broadhead
- Oscar Wilde (1960) - Mayordomo de Arraigns
- The Boys (1962) - Morris
- The Frozen Dead (1966) - Inspector Witt
- It! (1967) - Capitán joven
- La batalla de Inglaterra (1969) - Controlador asistente de Willoughby
- My Lover My Son (1970) - Woods
- Assault (1971) - Policía Doctor
- When Eight Bells Toll (1971) - Lord Kirkside
- Galileo (1974) - Town Crier
- The Romantic Englishwoman (1975) - Vecino
- The Human Factor (1979) - General Phipps